# Sporobolus hians
Sporobolus hians là một loài thực vật có hoa trong họ Hòa thảo. Loài này được Van Schaack miêu tả khoa học đầu tiên năm 1950.